# Christoffer Wikström
Björn Christoffer Vilhelm Wikström (ur. 2 lutego 1987 w Borlänge) – szwedzki pływak, specjalizujący się w stylu dowolnym.
Wystartował na igrzyskach olimpijskich w Pekinie (2008) w wyścigu na 200 metrów stylem dowolnym, gdzie zajął 38. miejsce z czasem 1:49,84.
Jest synem Pera – olimpijczyka z Mokswy oraz Evy Lundahl. Jego rodzice byli także pływakami. Brat Sebastian również uprawia pływanie. 